# Ad plurimas

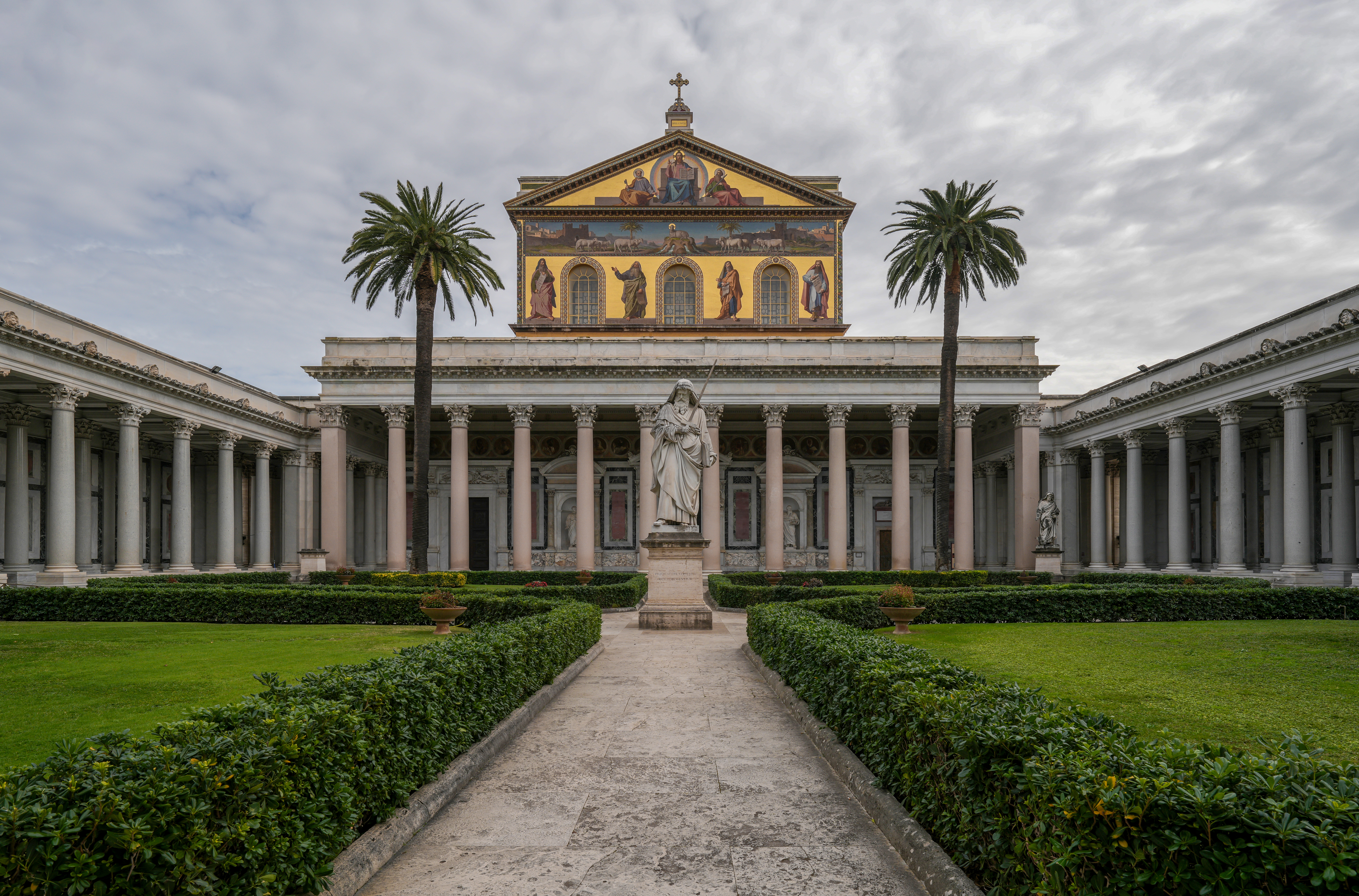
Die Basilika St. Paul vor den Mauern

Ad plurimas   (lat. „Zu den vielfältigen“ … und schrecklichen Unheil)  ist eine Enzyklika von Papst Leo XII., die am 25. Januar 1825, anlässlich des Großbrandes in der Patriarchalbasilika „Sankt Paul vor den Mauern“, veröffentlicht wurde.
Leo XII. beklagte in seiner Enzyklika, dass ein verheerender Brand am 16. Juli 1823 die Basilika zerstört hatte und im gleichen Zeitraum sein Vorgänger Pius VII. auf dem Sterbebett lag.  Die Zerstörung war derart, dass auch die verbliebenen Mauern eingerissen werden mussten. Der Papst kündigte an, dass mit internationaler Hilfe der Neubau des  Gotteshauses, getreu den alten Bauplänen,  erfolgen solle. Weiterhin bedauerte der Papst, dass für das kommende Jubeljahr die Basilika nicht als Ablasskirche zur Verfügung stehen würde.